# Bugun naprigó
A bugun naprigó (Liocichla bugunorum)  a madarak osztályának verébalakúak (Passeriformes) rendjébe és a Leiothrichidae családjába tartozó faj.
Magyar neve, forrással nincs megerősítve.

## Rendszerezés
A fajt Ramana Athreya indiai ornitológus írta le 2006-ban. A Bugun egy indiai törzs neve.

## Előfordulása
Dél-Ázsiában, India területén honos. A természetes élőhelye a szubtrópusi vagy trópusi hegyi esőerdők és magaslati cserjések. Állandó, nem vonuló faj.

## Megjelenése
Testhossza 22 centiméter.

## Életmódja
Bogyókkal táplálkozik.